# Miklós Dudás
Miklós Dudás (Budapest, 14 aprile 1991) è un canoista ungherese.

## Biografia
Ai campionati mondiali di Duisburg 2013 ha vinto il bronzo nella staffetta K1 4x200 metri, con Sándor Tótka, Péter Molnár e Dávid Hérics.
Ha rappresentato l'Ungheria ai Giochi olimpici estivi di Londra 2012, gareggiando nel concorso della velocità K1 200 metri, dove ha concluso al sesto posto in finale.
Agli Campionati europei di canoa/kayak sprint di Montemor-o-Velho 2013 ha vinto l'argento nel K1 500 metri.
Ai mondiali di Mosca 2014 è diventato campione del mondo nella staffetta K1 4x200 metri, con i connazionali Dávid Hérics, Bence Nádas e Sándor Tótka.
Ai Giochi europei di Baku 2015 ha originariamente vinto la gara del K1 200 metri, tuttavia è stato squalificato e la medaglia d'oro gli è stata revocata, poiché risultato positivo ad un controllo antidoping. L'atleta è stato in seguito sospeso dalle competizioni dalla propria federazione.
Ha vinto la mefaglia di bronzo ai Mondiali di Montemor-o-Velho 2018 nella speciatà K4 500 metri, gareggiando con Sándor Tótka, Péter Molnár e István Kuli.

## Palmarès
- Mondiali

Duisburg 2013: bronzo nella staffetta K1 4x200 m;
Mosca 2014: oro nella staffetta K1 4x200 m;
Montemor-o-Velho 2018: bronzo nel K4 500 m;
- Europei

Montemor-o-Velho 2013: argento nel K1 500 m;